# Tapolangu
Tapolangu is een bestuurslaag in het regentschap Lembata van de provincie Oost-Nusa Tenggara, Indonesië. Tapolangu telt 456 inwoners (volkstelling 2010).